# Jaskinia przy Ryglu
Jaskinia przy Ryglu – jaskinia w Dolinie Miętusiej w Tatrach Zachodnich. Ma dwa otwory wejściowe położone w zboczu Małołączniaka, w Dolinie Litworowej, poniżej Jaskini Wielkiej Litworowej, na wysokości 1871 m n.p.m. Długość jaskini wynosi 17 metrów, a jej deniwelacja 7 metrów.

Nazwę swoją zawdzięcza położeniu przy ryglu Doliny Litworowej.

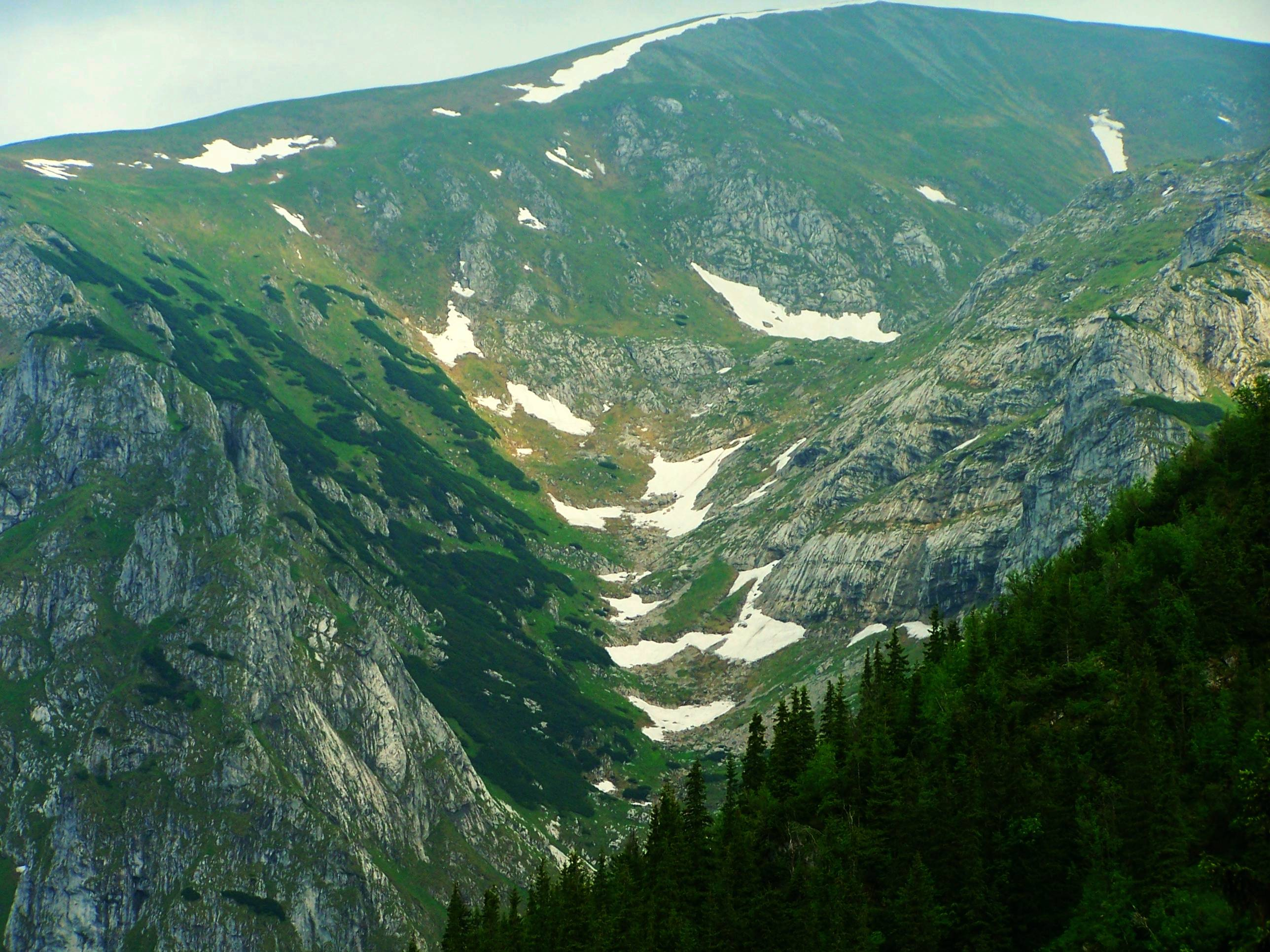
Dolina Litworowa

## Opis jaskini
Jaskinię stanowi szczelinowy ciąg łączący otwór południowy z otworem północnym.
Z otworu południowego ciąg prowadzi w dół przez zacisk aż do najniższego punktu jaskini. Dalej idzie do góry przez prożek i zacisk do niewielkiej studzienki, której wylot stanowi otwór północny. W pobliżu otworu północnego znajduje się jedyne boczne odgałęzienie – około 2-metrowy korytarzyk.

## Przyroda
W jaskini nacieki nie występują. Ściany są mokre, brak jest na nich roślinności.

## Historia odkryć
Jaskinia była prawdopodobnie znana od dawna. Jej opis i plan sporządziła w lipcu 1981 roku I. Luty przy współpracy A. Sadowskiej i A. Skarżyńskiego.